# William Dummer

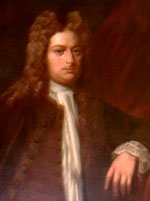
William Dummer

William Dummer (* 10. Oktober 1677 in Boston, Massachusetts Bay Colony; † 10. Oktober 1761 bei Newbury, Province of Massachusetts Bay) war ein britischer Kolonialpolitiker und Gouverneur der Province of Massachusetts Bay.

## Lebenslauf
William Dummer war der Sohn des Silberschmieds Jeremiah Dummer und dessen Frau Anna, geborene Atwater. Die Familie Dummer war auch im Handel tätig. Über seine Jugend und Schulausbildung ist nichts überliefert. Anfang des 18. Jahrhunderts ging er nach England, wo er im Handelsgeschäft der Familie mitarbeitete. Dort schloss er seine erste Ehe mit einer Cousine. Diese starb aber bald und die Ehe blieb kinderlos. Im Jahr 1712 kehrte er nach Massachusetts zurück. Im Jahr 1714 heiratete er Katherine Dudley, die Tochter von Kolonialgouverneur Joseph Dudley. Das Paar ließ sich auf dem ihm von seinem Vater geschenkten Anwesen Byfield bei Newbury nieder.
Nach dem Thronwechsel in London und dem Regierungsantritt von König Georg I. wurden auch einige koloniale Ämter neu besetzt. In diesem Zusammenhang wurde Samuel Shute Kolonialgouverneur der Province of Massachusetts Bay. Gleichzeitig wurde William Dummer zu dessen Vizegouverneur für Massachusetts ernannt. In den folgenden Jahren durchlebte die Kolonie eine turbulente Zeit, die von Streitigkeiten zwischen Gouverneur Shute und dem kolonialen Parlament überschattet war. Nach dessen Abreise nach England kurz nach Weihnachten 1722 übernahm sein Stellvertreter William Dummer kommissarisch das Amt des Kolonialgouverneurs, das er offiziell zwischen dem 2. Januar 1723 und dem 19. Juli 1728 ausübte. Während dieser Zeit eskalierte ein bereits unter seinem Vorgänger begonnener Konflikt im Norden der Kolonie, dem heutigen US-Bundesstaat Maine, der sogenannte Dummer’s War. Dabei ging es um von französischen Kolonisten unterstützte Indianerangriffe auf englische Siedler. Im Jahr 1727 gelang es der kolonialen Regierung unter Gouverneur Dummer, mit den Indianern Frieden zu schließen. Den unter seinem Vorgänger Shute ausgebrochenen Konflikt zwischen dem Parlament und der Regierung (Kolonialverwaltung) konnte auch Dummer nicht lösen. Auch er sah sich Angriffen von dieser Seite ausgesetzt. Das Problem sollte noch für Jahre in Massachusetts aktuell bleiben. Nach dem neuerlichen Thronwechsel in London und der Thronbesteigung von Georg II. wurde William Burnet zum neuen Kolonialgouverneur unter anderem auch für Massachusetts bestellt. Mit dessen Amtsantritt endete Dummers Zeit als kommissarischer Gouverneur. Er erhielt aber in der neuen Verwaltung sein früheres Amt als Vizegouverneur zurück. Nach dem Tod Burnets musste er nochmals zwischen September 1729 und Juni 1730 das Amt des Gouverneurs kommissarisch ausüben. Dann wurde er von William Tailer abgelöst.
Nach seinem Ausscheiden aus dem Amt zog sich William Dummer aus der Politik zurück. Er lebte auf seinem Anwesen Byfield bei Newbury, wo er am 10. Oktober 1761 auch verstarb. Nach ihm wurde Dummer in New Hampshire benannt.